# Mäder (Austria)
Mäder – gmina w Austrii, w kraju związkowym Vorarlberg, w powiecie Feldkirch. Według Austriackiego Urzędu Statystycznego liczyła 3811 mieszkańców (1 stycznia 2015).